# 第2506旅
第2506旅（西班牙语：Brigada Asalto 2506，意为“第2506突击旅”）成立于1960年，是一支由美国中央情报局赞助的准军事组织，由古巴流亡者组成。该组织意在颠覆菲德尔·卡斯特罗治下的古巴共和国。1961年4月17日，该组织尝试进行了猪湾登陆，但是惨遭失败。

## 履历
1960年5月，中情局开始在迈阿密招募反卡斯特罗的古巴流亡者。大多数应募人员都在一个代号为“JMTrax”的训练基地接受了步兵训练。
1960年11月，在经过格里戈利奥·阿圭拉·马提奥的尖兵训练和层层遴选之后，全队430人被组建为第2506旅。数字“2506”是一位在训练过程中意外身亡的成员，卡洛斯（卡莱尔）拉斐尔·桑塔纳·埃斯特韦斯的编号。该旅的军官列出如下：
- 曼努埃尔·弗朗西斯科·阿蒂梅·布埃萨：政治领袖
- 何塞·阿尔弗雷多·佩雷斯·圣罗曼：旅指挥官
- 埃尔内多·安德烈斯·奥利瓦·冈萨雷斯：副指挥官
- 曼努埃尔·维拉法尼亚·马丁内斯：航空兵指挥官
- 拉蒙·J·费雷尔·梅纳：参谋长
- 恩里克·路易斯·威廉姆斯
- 西吉尼奥·尼诺·迪亚兹
- 弗朗西斯科·佩雷斯·卡斯特罗：步兵营
- 亚历杭德罗·德尔·瓦勒·马蒂：第1伞兵营
- 雨果·苏埃罗·里奥斯：第2步兵营
- 诺里奥·蒙特罗·迪亚兹：第3营
- 瓦伦丁·巴克劳·庞蒂，“皮珀”：第4装甲营
- 里卡多·蒙特罗·杜克：第5步兵营
- 弗朗西斯科·蒙铁尔·马切拉·里维埃拉：第6步兵营
- 罗贝尔托·佩雷斯·圣罗曼：重炮营

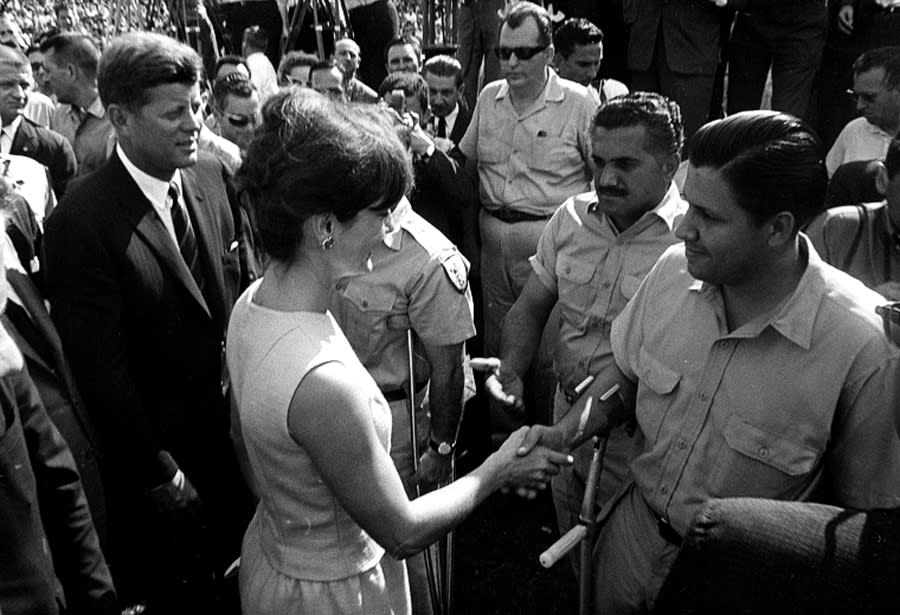
约翰·肯尼迪与杰奎琳·肯尼迪在迈阿密橙碗慰问该组织成员。

大约有1334名士兵通过海运自危地马拉前往古巴，在这批士兵中有1297人最终登上了滩头。除此之外还有177名伞兵被空投入古巴。在参与行动的所有成员当中，估计有114人淹死或被射杀，1183人被俘。美方最终与古巴达成协议，以价值5300万美元的食物和药品交换所有俘虏，并要求所有人自1962年12月23日起遣送回美国。1962年12月29日，约翰·肯尼迪总统在迈阿密橙碗体育场为被遣送返美的2506旅老兵举办欢迎会。该旅部分成员亦在随后发起了第2506旅老兵协会，该协会控制着迈阿密猪湾博物馆与图书馆。

## 装备
美国政府提供给该旅的军事武器包括柯尔特M1911A1手枪，加兰德步枪，M1和M2卡宾枪，M3冲锋枪，汤普森冲锋枪，勃朗宁BAR自动步枪，M1919机枪，M2机枪和Mk 2手榴弹。重型武器包括60毫米、81毫米和4.2英寸迫击炮，以及57毫米和75毫米无后坐力炮。他们还配备了用于爆破的C-3和C-4炸药。他们的无线电设备是PR-6和PR-10。除此之外，该旅装备的各式载具有：
- 8架C-46运输机。
- 6架C-54运输机。
- 16架B-26轰炸机。
- 5辆M41坦克加上吉普车，大炮，迫击炮和卡车。
- 8艘船和7艘登陆艇。